# Sankt Georgen am Kreischberg
Sankt Georgen am Kreischberg (normalmente abreviado como St. Georgen am Kreischberg) es un municipio situado en el distrito de Murau, en el estado de Estiria, Austria. Tiene una población estimada, a principios del año 2022, de 1715 habitantes.
Está ubicada al oeste del estado, al oeste de la ciudad de Graz —la capital del estado— y cerca de la frontera con los estados de Carintia y Salzburgo.